# 三精剑
三精剑（韓語：삼정검），是韩国总统授予将军的宝剑。三精剑原名三精刀（삼정도），始于1983年。1987年起，韩国总统向新晋准将颁发三精刀。2007年起，单刃的三精刀改为传统韩国式的双刃三精剑。“三精”既指韩国陆海空三军，也指护国、统一、繁荣三种精神。从金泳三开始，韩国总统在卸任前通常也会获赠军方赠予的三精剑（三精刀）。

## 历史
三精剑原名三精刀，出现于1983年。所谓三精，既指韩国陆海空三军，也指护国、统一、繁荣三种精神。1983年至1985年，总统任命军队主要官员时，会向其颁发三精刀。1986年，三精刀改为向全部大韩民国国军将官发放。1987年起，军官由上校晋升准将时，青瓦台会向其颁发三精刀。
1993年金泳三总统上台后，三精刀一度受到批评。批评者认为三精刀是威权统治的产物，第五共和国时代统治者为了让军队效忠自己而向将官颁发三精刀。然而，从金泳三总统起形成了一项新的惯例，即军方会在总统卸任前向总统赠送三精刀（后来是三精剑）。金泳三、金大中、卢武铉、李明博都曾获赠三精刀（剑）。
三精刀仅一面有刃。2005年，卢武铉总统决定用一款传统韩国剑代替三精刀。青瓦台和军方征求意见后，决定新剑仍以“三精”为名。新剑三精剑仿自四寅剑。公元1542年，朝鲜中宗下令制造四寅剑。当年正是壬寅年，寅对应虎，中宗认为若在寅年寅月寅日寅时作四寅剑，就会有四支老虎帮助消灾避难。中宗的想法遭到了司宪府的反对，司宪府认为在大灾年中不应该制造无用的东西，中宗随后收回了命令。2007年起，三精剑正式取代了旧的三精刀。
总统赐予将军的三精剑通常由国防部长官代发。2018年1月11日，时任总统文在寅亲自为56名新晋准将颁发三精剑，这是韩国总统首次亲自为准将颁发三精剑。将军由准将晋升为少将、中将、上将或是任职变化时，会受颁綬幟（韩语：／），即一块绣有姓名、职务、军衔、日期、时任总统名字的粉红色绶带。三星以上的将军晋升时，韩国总统亲自颁发綬幟。

## 形制
三精剑剑身长75厘米，剑柄长25厘米，总长100厘米，重2.5千克。剑身由合金钢和铜制成，剑柄为木质。剑柄上刻有太极图，剑鞘上则刻有总统徽章与无穷花。剑身正面刻有总统亲笔签名和李舜臣将军的名言“必死即生，必生即死”。剑身的背面刻有汉字“乾降精 坤援靈 日月象 岡澶形 撝雷電 運玄座 堆山惡 玄斬貞”，出自唐朝司马承祯的《景震剑文》。